# الألم العصبي التالي للهربس
الألم العصبي التالي للهربس هو ألم الاعتلال العصبي الناجم عن تلف عصب محيطي بسبب إعادة تنشيط فيروس جدري الماء النطاقي (الهربس النطاقي، الذي يُعرف أيضًا باسم القوباء المنطقية). في الحالات النموذجية، يتحدد الألم العصبي في قطاع جلدي واحد، أي منطقة محددة من الجلد ومعصبة بعصب حسي واحد. قد يشمل الألم العصبي التالي للهربس أنواعًا عديدة من الألم، بما في ذلك الألم الحارق المستمر، ونوبات من الألم المشابه للصعق الكهربائي أو الطلق الناري والحساسية المتزايدة للمس الخفيف غير المسبب للألم في الحالة العادية (الألم الخيفي الميكانيكي) أو للمنبهات المؤلمة (فرط التألم). قد تحدث أيضًا حكة أو أحاسيس غير طبيعية أخرى.
يُعتقد أن الألم العصبي الذي يحدث في «بّي إتش إن» ناجم عن التلف في العصب المحيطي المتأثر بإعادة تنشيط فيروس جدري الماء النطاقي أو بالمشاكل التالية للعلاج الكيميائي. يبدأ «بّي إتش إن» نموذجيًا عند تقشر حويصلات الهربس النطاقي وبدء شفائها، لكن قد يحدث في بعض الحالات على الرغم من غياب الهربس النطاقي – تُدعى هذه الحالة نطاقية لا هربسية.
لا يوجد أي علاج قادر على تعديل مسار مرض «بّي إتش إن»، لذلك، يتمثل الهدف الرئيسي للعلاج في السيطرة على أعراض الشخص المصاب. تُستخدم الأدوية المطبقة على الجلد مثل الكابسيسين أو التخدير الموضعي (مثل الليدوكائين) في حالات الألم الخفيف، ويمكن استخدامها بالمشاركة مع الأدوية الفموية في حالات الألم المعتدل إلى الشديد. يمكن أيضًا استخدام مضادات الاختلاج الفموية مثل الغابابنتين والبريغابالين كأدوية موافق عليها لعلاج «بّي إتش إن». تمتلك مضادات الاكتئاب ثلاثية الحلقات تأثيرًا مخففًا لألم «بّي إتش إن»، لكن يبقى استخدامها محدودًا نتيجة تأثيراتها الجانبية. لا يُنصح باستخدام أدوية أشباه الأفيونات عمومًا في العلاج إلا في ظروف محددة. ينبغي وجود اختصاصي ألم لرعاية المريض في مثل هذه الحالات، إذ توجد أدلة متفاوتة حول الفعالية والمخاوف المحتملة من إساءة الاستخدام والإدمان.
يُعد «بّي إتش إن» أكثر المضاعفات طويلة الأمد الشائعة للهربس النطاقي. ما يزال حدوث «بّي إتش إن» وانتشاره غير مؤكدين نتيجة اختلاف التعريفات. يبلغ 20% تقريبًا من المصابين بالهربس النطاقي عن ألم في المنطقة المصابة بعد ثلاثة أشهر من نوبة الهربس النطاقي الأولى، بينما يبلغ 15% من الأشخاص عن ألم مشابه بعد سنتين من طفح الهربس النطاقي. نظرًا إلى حدوث الهربس النطاقي بسبب إعادة تنشيط فيروس جدري الماء النطاقي، الذي تزداد فرص حدوثه عند وجود جهاز مناعي مضعف، غالبًا ما يحدث الهربس النطاقي و«بّي إتش إن» لدى كبار السن ومرضى الداء السكري. تشمل عوامل خطر الإصابة بالألم العصبي التالي للهربس كلًا من الشيخوخة، وطفح الهربس النطاقي الشديد والألم خلال نوبة الهربس النطاقي. غالبًا ما يسبب «بّي إتش إن» ألمًا شديدًا من شأنه إنهاك المريض بشدة. يختبر الأفراد المصابون غالبًا انخفاضًا في جودة حياتهم.

## العلامات والأعراض
الأعراض:
- عند تراجع طفح الهربس الجلدي، يُصنف الألم المستمر لثلاثة أشهر أو أكثر على أنه ألم عصبي تالي للهربس.
- يتصف الألم بالتقلب، إذ يتراوح من شعور بعدم الراحة إلى الألم الشديد، وقد يكون حارق، أو طاعن أو قارض.

العلامات:
- قد تظهر مناطق الهربس النطاقي السابقة أدلة على ندبات جلدية.
- قد تختبر المناطق المصابة تغيرًا في الإحساس، إذ يظهر ذلك في شكل فرط الحساسية أو انخفاض الإحساس.
- في حالات نادرة، قد يعاني المصاب أيضًا من ضعف عضلي، أو رعاش أو شلل في حال تحكم الأعصاب المصابة في حركة العضلات.[3]

## الروابط الخارجية
- إدارة الهربس النطاقي (القوباء المنطقية) والألم العصبي التالي
- تجربة سريرية لالام القوباء المنطقية
- الهربس النطاقي والألم العصبي التالي : المنع والإدارة
- مركز القوباء المنطقية والألم العصبي التالي
- الآلام العصبية التالية عيادة مايو
- Hempenstall K, Nurmikko TJ, Johnson RW, A'Hern RP, Rice AS (2005). "Analgesic therapy in postherpetic neuralgia: a quantitative systematic review". PLoS Med. ج. 2 ع. 7: e164. DOI:10.1371/journal.pmed.0020164. PMC:1181872. PMID:16013891.{{استشهاد بدورية محكمة}}:  صيانة الاستشهاد: أسماء متعددة: قائمة المؤلفين (link) صيانة الاستشهاد: دوي مجاني غير معلم (link)